# Linia de succesiune la tronul din Monaco
Ordinea succesiunii la tronul Principatului de Monaco  cuprinde descendenții Prințului de Monaco, având prioritate moștenitorii pe linie masculină.

## Ordinea succesiunii

Stema monarhiei Principatului de Monaco.

- ASS Prințul Rainier III (1923-2005)
  -   ASS Prințul Albert al II-lea (n. 1958)
    - Alexandre Coste (născut în afara căsătoriei, n. 2003) 
    - (1) Prințul Moștenitor Jacques (n. 2014)
    - (2) Prințesa Gabriella, Contesă de Carladès (n. 2014)

  - (3) ASR Prințesa Caroline, Prințesă de Hanovra (n. 1957)
    - (4) Andrea Casiraghi (n. 1984)
      - (5) Alexandre (Sasha) Casiraghi (n. 2013)
      - (6) Maximilian Casiraghi (n. 2018)
      - (7) India Casiraghi (n. 2015)

    - (8) Pierre Casiraghi (n. 1987)
      - (9) Francesco Casiraghi (n. 2018)

    - (10) Charlotte Casiraghi (n. 1986)
      - Raphaël Elmaleh (născut în afara căsătoriei, n. 2013)

    - (11) ASR Prințesa Alexandra de Hanovra (n. 1999)

  - (12) ASR Prințesa Stéphanie de Monaco (n. 1965)
    - (13) Louis Ducruet (n. 1992)
    - (14) Pauline Ducruet (n. 1994)
    - Camille Gottlieb (născută în afara căsătoriei, n. 1998)